# مالاتیون

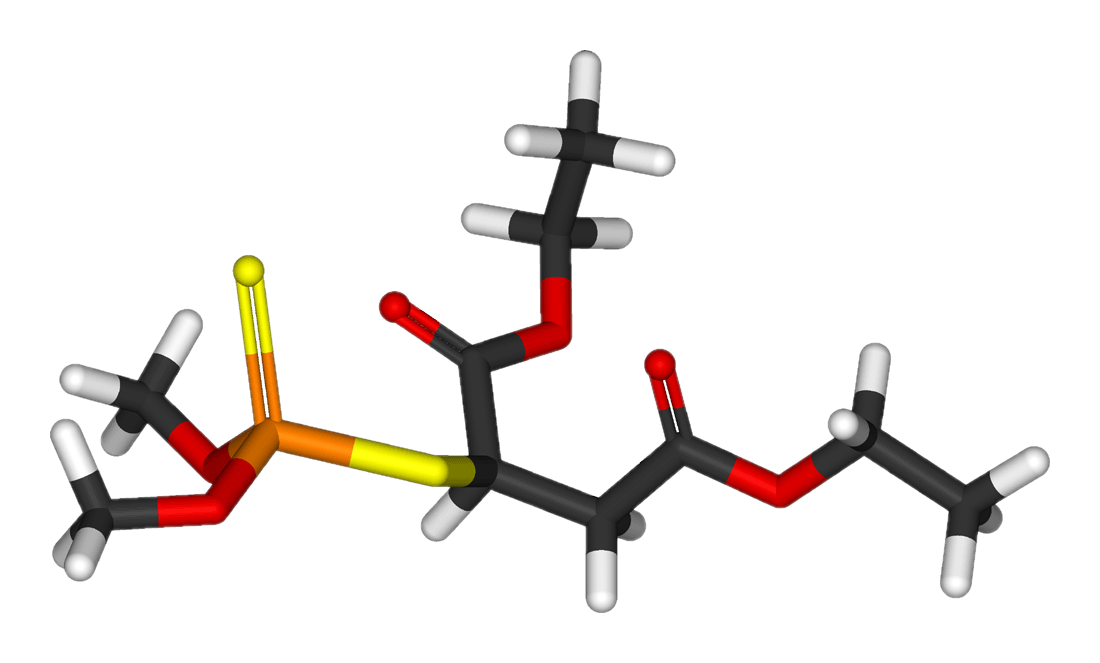
نمایش سه‌بعدی مالاتیون

مالاتیون با ال‌دی ۵۰ ۳۰۰۰ (L.D.۵۰= ۳۰۰۰ mgkg-۱)از کم خطرترین سموم فسفره است. عمل جذب سطحی بر روی آن انجام می‌شود و جذب سطحی عامل منفی محسوب می‌شود. در برنامه‌های بهداشتی مصرف زیادی دارد و به مقدار ۲ گرم در مترمربع برای یکبار در سال مصرف می‌شود. سمیت مالاتیون بسیار کم و عوارض حاصله از آن ناچیز است. در موقع کار باید از وسایل حفاظتی مانند دستکش، ماسک، لباس کار و غیره استفاده کرد. مالاتیون به صورت پودر برای مصرف در منازل بر ضد حشرات خانگی مانند مگس، پشه، سوسک، کک و غیره کاربرد دارد برای این منظور پودر وتابل ۴۰ درصد به میران ۲درصد (هر لیتر محلول برای ۱۵ متر مربع)استفاده می‌شود. اثر مالاتیون سریع و نسبتاً مداوم است. 